# ジャックとジル
『ジャックとジル』（Jack and Jill, オリジナルのタイトルはThe Weird Personality）は、アダム・サンドラー主演のコメディ映画である。ベン・ズークとスティーブ・コレンが原案を書いた。その後、ロバート・スミゲルが手を加えた。監督はほとんどのサンドラーの映画で監督を務めた、デニス・デュガンが担当する。サンドラーの製作会社のハッピー・マディソンが製作しロサンゼルスと、2010年12月に本格出航前のクルーズ船 Allure of the Seasで撮影された。米国では2011年11月11日にコロンビア ピクチャーズ配給の元、MPAAのPGレイティングで公開される。日本では2012年1月に公開された。

## 内容
ロサンゼルスで美人の妻と子供を持つ、成功した広告代理店の重役のジャック・サデルステインには毎年1年に1回のイベントに苦しめられていた。それは、双子の妹がやってくる感謝祭だ。ジルの訪問によってジャックは振り回されるハメになる。
ジルのせいで疲労が溜まり続けるジャック。そんなある日、ジルに付き合って渋々行ったレイカーズの試合でアル・パチーノに遭遇。そして、ひょんなことからアルはジルに一目惚れしてしまう。

## キャスト
| 役名                     | 俳優                   | 日本語吹替 |
| ------------------------ | ---------------------- | ---------- |
| ジャック・サデルステイン | アダム・サンドラー     | 松本保典   |
| ジル・サデルステイン     | アダム・サンドラー     | 松本保典   |
| エリン・サデルステイン   | ケイティ・ホームズ     | 榊原奈緒子 |
| 本人役                   | アル・パチーノ         | 坂口芳貞   |
| フェリペ                 | エウヘニオ・デルベス   | 板取政明   |
| フェリペの祖母           | エウヘニオ・デルベス   | 板取政明   |
| テッド                   | ティム・メドウス       |            |
| トッド                   | ニック・スウォードソン | 丸山壮史   |
| ジョエル・ファーリー     | アレン・コヴァート     |            |
| ダミアンの兄弟           | アレン・コヴァート     |            |
| ビツィー・シモンズ       | ヴァレリー・マハフェイ |            |
| 操り人形師               | ダナ・カーヴィ         |            |
| ダミアン・ファーリー     | デヴィッド・スペード   |            |
| モニカ                   | デヴィッド・スペード   |            |
| アラン                   | ロブ・シュナイダー     |            |
| ゲイリー                 | ローハン・チャンド     |            |
| ヘンリー                 | デニス・デューガン     |            |
| ファンバケット           | ノーム・マクドナルド   |            |
| 本人役                   | シャキール・オニール   |            |
| 本人役                   | ドリュー・キャリー     |            |
| 本人役                   | ジョン・マッケンロー   |            |
| 本人役                   | ビリー・ブランクス     |            |
| 本人役                   | ジョニー・デップ       |            |

- その他の日本語吹き替え：佐々木智代／牛田裕子／金子修／東正実／タナカサキコ／東和良／篠原剛／佐野康之／桂一雅／寸石和弘／兼田奈緒子／岡田栄美／福脇慶子

## マーケティング
『Mr.ズーキーパーの婚活動物園』公開時に予告編が公開された。

## 評価
2012年2月1日現在、Rotten Tomatoesでは89件のレビュー中、支持率は3%となっている。
2012年4月に発表された第32回ゴールデンラズベリー賞で10部門全てにノミネートされ、その全て（最低映画賞、最低監督賞、最低主演男優賞、最低主演女優賞、最低助演男優賞、最低助演女優賞、最低スクリーンカップル賞、最低前日譚・リメイク・盗作・続編賞、最低脚本賞、最低スクリーンアンサンブル賞）を受賞した。ゴールデンラズベリー賞において全部門を制覇した史上初の作品である。なおサンドラーとデューガンは『ウソツキは結婚のはじまり』とのダブル受賞でもあった。